# Thoracochromis brauschi
Thoracochromis brauschi è una specie di ciclidi haplochromini endemica del fiume Fwa, che è parte del bacino del Congo, nella Repubblica Democratica del Congo. Questa specie può raggiungere una lunghezza di 10,1 centimetri (4,0 in) TL .